# 视崖
视崖（英語：visual cliff）是发展心理学的一个著名实验，用来研究人类和动物的深度知觉。这个实验的设计者是心理学家埃莉诺·吉布森和沃克（R.D. Walk）。
他们发现被试的所有物种：1天的雏鸡，4周的鼠，或6个月的人类婴儿，都能够感知模拟的悬崖，并采取独立的动作避免跌落。他们大多是依靠深度知觉的视觉线索。然而鼠主要依赖于触觉线索。接下来，实验者希望找出对于深度知觉起决定性作用的因素，使用了在黑暗中饲养的动物